# Elezioni presidenziali in Sri Lanka del 2015
Le elezioni presidenziali in Sri Lanka del 2015 si tennero l'8 gennaio.

## Risultati
| Candidati                                  | Partiti                                  | Voti       | %     |
| ------------------------------------------ | ---------------------------------------- | ---------- | ----- |
| Maithripala Sirisena                       | Nuovo Fronte Democratico                 | 6 217 162  | 51,28 |
| Mahinda Rajapaksa                          | Alleanza della Libertà del Popolo Unito  | 5 768 090  | 47,58 |
| Ratnayake Arachchige Sirisena              | Fronte Nazionale Patriottico             | 18 174     | 0,15  |
| Namal Ajith Rajapaksa                      | Fronte Nazionale Nostro                  | 15 726     | 0,13  |
| Maulawi Ibrahim Mohanmed Mishlar           | Fronte Unito della Pace                  | 14 379     | 0,12  |
| Panagoda Don Prince Solomon Anura Liyanage | Partito Laburista dello Sri Lanka        | 14 351     | 0,12  |
| Ruwanthileke Peduru                        | Partito Unito del Popolo dello Sri Lanka | 12 436     | 0,10  |
| Altri <0,10%                               | -                                        | 63 134     | 0,52  |
| Totale                                     | Totale                                   | 12 123 452 | 100   |